# Cordylomera elegans
Cordylomera elegans là một loài bọ cánh cứng trong họ Cerambycidae.